# Serpil Tamur
Serpil Bodrumlu Tamur (Rodas, 19 de mayo de 1944) es una actriz y directora turca, conocida por interpretar el papel de Azize "Haminne" Saraçoğlu en la serie Bir Zamanlar Çukurova.

## Biografía
Serpil Tamur nació el 19 de mayo en la isla de Rodas (Grecia) y está casado con Uygur Tamur.

## Carrera
Serpil Tamur en 1963 se graduó del conservatorio estatal de Ankara y se unió a la dirección general de teatros Estatales. Posteriormente, ese mismo año, comenzó a trabajar como artista en el teatro estatal y participó en más de cuarenta obras y puso en escena tres obras. En 1989 interpretó el papel de Zulal'in Teyzesi en la miniserie Samanyolu. Actuó en películas como Ask Filmlerinin Unutulmaz Yönetmeni de 1990 (interpretando a Betül) y Amerikalilar Karadeniz'de 2 de 2007 (interpretando a Nine). En 1993, actuó en la serie Tanri misafiri. En 1996 protagonizó la miniserie Bizim Aile. En 1998, actuó en la serie Ah bir zengin olsam. En 2000 formó parte del elenco de la película para televisión Mert Ali 1 dirigida por Oguz Yalçin. En 2002 protagonizó la miniserie Unutma beni. De 2003 a 2005 interpretó el papel de Nazife Candan en la serie Kurtlar Vadisi. En 2004 interpretó el papel de Fatma Ana en la serie Askimizda ölüm var. En 2005 formó parte del elenco de la serie Nehir, en el papel de Sultán. Al año siguiente, en 2006, protagonizó la miniserie Bebegim. En 2007 interpretó el papel de Nazife Candan en la serie Kurtlar Vadisi: Terör. De 2007 a 2015, fue elegida como Nazife Candan / Nazife Anne en la serie Kurtlar Vadisi: Pusu. En el mismo ocupó el papel de Cennet en la serie Zeliha'nin Gözleri . De 2018 a 2022, obtuvo éxito con el papel de Azize "Haminne" Saraçoğlu en la serie emitida por ATV Bir Zamanlar Çukurova. En 2023 ocupó el papel de Nazife Anne en la serie Kurtlar Vadisi.

## Filmografía

### Cine
| Año  | Título                              | Personaje | Director     |
| ---- | ----------------------------------- | --------- | ------------ |
| 1990 | Ask Filmlerinin Unutulmaz Yönetmeni | Betül     | Yavuz Turgul |
| 2007 | Amerikalilar Karadeniz'de 2         | Döne Nine | Kartal Tibet |

### Televisión
| Año       | Título                | Personaje                                         | Notas         |
| --------- | --------------------- | ------------------------------------------------- | ------------- |
| 1989      | Samanyolu             | Zulal'in Teyzesi                                  |               |
| 1993      | Tanri Misafiri        |                                                   |               |
| 1996      | Bizim Aile            | 1 episodio                                        |               |
| 1998      | Ah bir zengin olsam   |                                                   |               |
| 2000      | Mert Ali 1            | Película para televisión dirigida por Oguz Yalçin |               |
| 2002      | Unutma beni           | 3 episodios                                       |               |
| 2003-2005 | Kurtlar Vadisi        | Nazife Candan                                     | 82 episodios  |
| 2004      | Askimizda ölüm var    | Fatma Ana                                         | 4 episodios   |
| 2005      | Nehir                 | Sultan                                            | 4 episodios   |
| 2006      | Bebegim               |                                                   | 3 episodios   |
| 2007      | Kurtlar Vadisi: Terör | Nazife Anne                                       | 2 episodios   |
| 2007      | Zeliha'nin Gözleri    | Cennet                                            |               |
| 2007-2015 | Kurtlar Vadisi: Pusu  | Nazife Candan / Nazife Anne                       | 244 episodios |
| 2018-2022 | Bir Zamanlar Çukurova | Azize "Haminne" Saraçoğlu                         | 141 episodios |
| 2023      | Kurtlar Vadisi        | Nazife Anne                                       |               |

## Teatro

### Actriz
| Año  | Título                  | Autor                    | Director                   | Teatro                   |
| ---- | ----------------------- | ------------------------ | -------------------------- | ------------------------ |
| 1970 | Ayakta Durmak İstiyorum |                          | Tarık Buğra                | Teatro estatal de Ankara |
| 1973 | İstanbul Efendisi       | Musahipzade Celal        |                            | Teatro estatal de Ankara |
| 1975 | John Gabriel Borkman    | Henrik Ibsen             |                            | Teatro estatal de Ankara |
| 1975 | Koca Sinan              | Fazıl Hayati Çorbacıoğlu |                            | Teatro estatal de Ankara |
| 1979 | Kadife Çiçekleri        | Paul Zindel              | Teatro estatal de Estambul |                          |
| 1980 | Akümülatörlü Radyo      | Tarık Buğra              | Teatro estatal de Estambul |                          |
| 1982 | Beyaz At                | Henrik Ibsen             | Teatro estatal de Estambul |                          |
| 1983 | Mkado'nun Çöpleri       | Melih Cevdet Anday       | Teatro estatal de Estambul |                          |
| 1985 | Gül Satardı Melek Hanım | Dinçer Sümer             | Teatro estatal de Estambul |                          |
| 1987 | Dört Kız Kardeş         | Michel Tremblay          | Teatro estatal de Estambul |                          |
| 1988 | Bebek Uykusu            | Kenan Işık               | Teatro estatal de Estambul |                          |
| 1988 | Damdaki Kemancı         | Joseph Stein             | Teatro estatal de Estambul |                          |
| 1989 | Ballar Balını Buldum    | Yunus Emre               | Teatro estatal de Estambul | Nezihe Araz              |
| 1990 | Ahmetlerim              | Necati Cumalı            | Teatro estatal de Estambul |                          |
| 1992 | Yedi Kadın              |                          | Teatro estatal de Estambul | Barbara Schottenfeld     |
| 1994 | Cadı Kazanı             | Arthur Miller            | Teatro estatal de Estambul |                          |
| 1997 | Kuvayi Milliye Destanı  | Nâzım Hikmet             | Teatro estatal de Estambul |                          |
| 1999 | Kanlı Düğün             | Federico García Lorca    | Teatro estatal de Estambul |                          |
| 2009 | Annemin Cesareti        | George Tabori            | Teatro estatal de Estambul |                          |

### Directora
| Año  | Título         | Director                            | Teatro                     |
| ---- | -------------- | ----------------------------------- | -------------------------- |
| 1984 | Hüzzam         | Dinçer Sümer                        | Teatro estatal de Estambul |
| 1996 | Sekiz Kadın    | Robert Thomas                       | Teatro estatal de Estambul |
| 2001 | Kaktüs Çiçeği  | Pierre Barillet / Jean-Pierre Gredy | Teatro estatal de Estambul |
| 2009 | İki Çarpı İki  | Behiç Ak                            | Teatro estatal de Estambul |
| 2010 | Kadın Sığınağı | Tuncer Cücenoğlu                    | Teatro estatal de Estambul |